# Elena Seiple
Elena Seiple (ur. 17 grudnia 1973 w Harmony Township, New Jersey) – amerykańska kulturystka i strongwoman.

## Kariera
W roku 1999 rozpoczęła karierę kulturystyczną, następnie wystąpiła w zawodach Women's Strength Extravaganza zorganizowanych przez National Physique Committee (NPC) gdzie zajęła II. miejsce. Ogólnie w karierze kulturystki był czterokrotnie na 2. miejscu i trzykrotnie na 3. pozycji. W 2006 wzięła udział w MŚ strongwoman, zorganizowanych przez organizację World's Strongest Woman, mistrzostwa te odbywały się w Polsce - Seiple zajęła wtedy 9. pozycję. Jej najlepsze rekordy to: 500 funtów w przysiadzie ze sztangą, 315 funtów w wyciskaniu leżąc oraz 475 funtów w martwym ciągu.
Jest również sędzią w National Physique Committee oraz prowadzi stronę internetową tego komitetu.

## Osiągnięcia
- NPC Nationals (kulturystyka) – czterokrotnie
- NPC Nationals (kulturystyka) – trzykrotnie
- 9. miejsce – Mistrzostwa Świata Strongwoman 2006